# Oglejení
Oglejení je půdotvorný proces na periodicky zamokřených půdách. Při nadbytku vody se snižuje množství kyslíku, tím dochází ke snížení intenzity oxidačních procesů a dochází k hromadění organických látek v půdě. Dvojmocné železo tvoří s hliníkem a kyselinou křemičitou H2SiO4 zelené aluminosilikáty. S fosforem pak může železo tvořit modré fosfáty a se sírou šedočerný sulfid. Odtud tedy chladný nádech takto vzniklých půd do šedozelena či zelenomodra. Při kolísání podzemní vody se do určité vrstvy půdy dostává kyslík. Ten oxiduje trojmocné železo a vznikají rezivé skvrnky nebo na úrovni podzemní vody rezivé linie. Vzniká půda oglejená. V procesu oglejení mohou vznikat různé konkrece.